# Losdolobus nelsoni
Espèce
Losdolobus nelsoni est une espèce d'araignées aranéomorphes de la famille des Orsolobidae.

## Distribution
Cette espèce se rencontre en Argentine dans la province de Buenos Aires et en Uruguay,.

## Description
Le mâle holotype mesure 1,91 mm et la femelle paratype 2,82 mm.

## Étymologie
Cette espèce est nommée en l'honneur de Nelson Ferretti.

## Publication originale
- Pompozzi, 2015 : A new species of Losdolobus Platnick & Brescovit 1994 (Araneae: Orsolobidae) from Argentina with notes on its ecology and distribution. Zootaxa, no 3990(3), p. 419-428.